# Karel Křítek
Karel Křítek (24. října 1861 Split, Rakouské císařství – 3. října 1928 Vídeň, Rakouská republika) byl rakousko-uherský generál české národnosti.

## Život
Karl Křítek byl synem Johanna Victora Křítka (1830–1904), C. a k. generálního intendanta. Křítek navštěvoval ve Vídni gymnázium a poté vojenskou vysokou školu v St. Pöltenu. Pak vystudoval věhlasnou vojenskou střední školu v Hranicích. V letech 1876 až 1879 navštěvoval Křítek Tereziánskou vojenskou akademii, kterou s velkým úspěchem absolvoval. 18. srpna 1879 byl povýšen na poručíka a sloužil u 52. pěšího pluku. C. a k. válečnou školu ve Vídni navštěvoval v letech 1882 až 1884. Po úspěšném absolvování byl zařazen do generálního štábu jako poručík. V rámci svých povinností v generálním štábu sloužil u 40. pěší brigády následované 13. pěší divizí se sídlem v Banja Luce. 1. května 1888 byl povýšen na kapitána, poté sloužil až do roku 1891 u štábu 12. sboru v Sibiu. Od dubna 1891 do května 1893 pracoval v Zemském úřadu generálního štábu a mezitím absolvoval krátkou vojenskou službu u pěšího pluku č. 49. V roce 1894 byl Křítek jmenován majorem a náčelníkem štábu 8. pěší divize v Innsbrucku. Na podplukovníka byl povýšen 1. května 1897. V letech 1898 až 1900 sloužil u 85. pěšího pluku. Dne 1. listopadu 1900 byl povýšen na plukovníka a dostal funkci náčelníka úřadu pro popis země. Na generálmajora byl povýšen 1. listopadu 1906, poté se stal velitelem 20. pěší brigády v Hradci Králové. 1. listopadu 1910 byl povýšen do hodnosti polního podmaršála. V tomto roce také převzal velení 49. pěší divize ve Vídni, které zastával až do vypuknutí první světové války.

### První světová válka
Na začátku války velel Křítek 26. střelecké divizi na východní frontě a zúčastnil se ofenzivy proti Zamośći koncem srpna 1914 v bitvě u Komarówa. Začátkem září dostal velení XVII. sboru, který utrpěl těžkou porážku v bitvě u Rawy Ruska. 17. října 1914 byl povýšen na generála pěchoty. V rámci 4. armády během bitvy u Limanova-Lapanova (začátek prosince) jeho sbor vytvořil severní křídlo a držel pozici proti ruským protiútokům. Křítkův sbor se po reorganizaci zúčastnil zimních bojů v Karpatech v rámci 3. armády, kde jeho jednotky utrpěly velmi těžké ztráty v bojích o Dukelský průsmyk. I přes své úspěchy nebyl pro svou spíše byrokratickou a pedantskou povahu oblíbený u svých nadřízených, ani u podřízených. Takto ho soudil generál Boroëvić : „Nevhodné pro příští vyšší velení“.
Po průlomu v bitvě u Gorlice-Tarnowa v květnu 1915 se XVII. sbor se vrátil pod velení 4. armády a zúčastnil se úspěšných bojů u Krasniku a Lublinu. Jeho sbor sehrál důležitou roli v podzimních bojích roku 1915 na Styru, po kterých byl v roce 1916 převelen do Jižního Tyrolska a podřízen velení Kövessovy 3. armády. Přes určité úspěchy se Křítkovi nepodařilo dosáhnout vytyčeného cíle a probít se na rovinu. Na podzim 1916 byl znovu umístěn pod velení generálplukovníka Boroëviće a zúčastnil se 6. a 9. bitvy o Isonzo. To nyní změnilo jeho úsudek o Křitkovi a nadále ho považoval za schopného pro vyšší velení. Poté co s tímto rozsudkem souhlasil i Franz Conrad von Hötzendorf, převzal vedení X. sboru na východní frontě.
Dne 1. května 1917 byl Křitek povýšen na generálplukovníka a 12. července převzal velení 3. armády jako nástupce generálplukovníka Tersztyánszkého. Po úspěšném průlomu skupiny armád Winckler u Zborova spolu s německou jižní armádou zatlačil Rusy opět na východ a do začátku srpna 1917 osvobodil Bukovinu. V lednu 1918 převzal velení 7. armády a pokračoval v postupu na Ukrajině. 15. dubna 1918 byl zproštěn funkce; tím skončila jeho kariéra v císařově armádě.
Po rozpadu dunajské monarchie se Křítek stáhl z veřejného života a v roce 1928 zemřel ve Vídni. Je pohřben ve své rodinné kryptě v Ober Sankt Veiter Friedhof (skupina RG, č. 80).
V nově vzniklém Československu mu byla udělena hodnost armádního generála ve výslužbě.

## Rakouská vojenská vyznamenání (stav k 31. prosinci 1918)
- Vojenský jubilejní kříž 1908
- Vojenská jubilejní medaile 1898
- Služební odznaky pro důstojníky 2. třídy
- Čestný odznak I. třídy Červeného kříže s válečnou dekorací
- Řád železné koruny, rytíř III. třídy
- Císařský rakouský řád Leopoldův, rytířský kříž
- Císařský rakouský řád Leopoldův, komandérský kříž s válečnou dekorací a meči
- Řád železné koruny, rytíř I. třídy s válečnou dekorací a meči
- Císařský rakouský řád Leopoldův, velkokříž s válečnou dekorací a meči
- Vojenský záslužný kříž I. třídy s válečnou dekorací a meči